# Mike Coughlan
Mike Coughlan (17 febbraio 1959) è un progettista britannico.
Si occupa di automobili da corsa.

## Biografia
Nato nel Regno Unito, studiò ingegneria meccanica in Inghilterra alla Brunel University e lì si laureò nel 1981. Fino al 1984 progettò automobili per la Tiga Race Cars, che gareggiava nelle categorie giovanili. Fu successivamente ingaggiato dalla scuderia di F1 Lotus, ma, non appena iniziarono a diminuire le fortune della casa inglese, Coughlan si riorganizzò e alla fine del 1990, insieme a John Barnard, collaborò con una compagnia di design il cui compito era quello di fornire telai a Benetton, Ferrari e Arrows.
Nel 1999 si incaricò della direzione tecnica della Arrows, poi, dopo il fallimento del team nel 2002, passò alla McLaren dove ricoprí il ruolo di capo progettista dal 2002 al 2007; nel 2007 fu allontanato dalla squadra di Woking per via della vicenda conosciuta come Spy Story, che lo coinvolse direttamente. Dopo due anni di inattività nel 2009 passò alla neonata Stefan GP, scuderia che intendeva partecipare al Campionato 2010 dopo aver rilevato strutture e progetti della Toyota F1 ricoprendo il ruolo di direttore tecnico, successivamente lasciò la squadra serbo-tedesca all'impossibilità di entrare nel Circus. Dopo esperienze con la Ocelot e Michael Waltrip Racing, tornò in F1 con la Williams rimanendo fino al 2013.

### Il caso di spionaggio
Il 3 luglio 2007 Coughlan fu sospeso dalla McLaren dopo le accuse di spionaggio pervenute dalla Ferrari.
(Comunicato ufficiale della Ferrari)
Il mandato di perquisizione fu inviato direttamente a casa dell'ingegnere McLaren, mentre «l'esito positivo» fa riferimento ai documenti che si dimostrarono provenienti dalle fabbriche di Maranello. Lo stesso giorno fu annunciato il licenziamento dalla Ferrari di Stepney.
Il 6 luglio la Honda confermò che Stepney e Coughlan si erano rivolti al team per «opportunità di lavoro» già il mese precedente, in giugno. Dalla rivelazione di Coughlan del coinvolgimento nella vicenda, la McLaren fornì una serie di disegni e di dati alla FIA indicando tutti gli aggiornamenti apportati al telaio dalla fine di aprile.